# Wame
Wame este o comună rurală din departamentul Mirriah, regiunea Zinder, Niger, cu o populație de 23.317 locuitori (2001).